# Cotuș
Cotuș (węg. Csejd) – wieś w Rumunii, w okręgu Marusza, w gminie Sângeorgiu de Mureș. W 2011 roku liczyła 480 mieszkańców.